# 快樂丸 (歌曲)
快樂丸是波多黎各男歌手費魯可於2021年6月24日，由拉丁索尼音樂推出的單曲。這是費魯可迄今為止在美國Billboard Hot 100上名次最好的歌曲（第25名），快樂丸還登上多國音樂排行榜，獲頒多國音樂協會唱片認證。

## 製作與發行
快樂丸時長4分47秒，以
拍的G大調創作，每分鐘130拍。胡安·曼努埃爾·戈麥斯（Juan Manuel Gómez）、費魯可、富蘭克林·喬凡尼·馬丁內斯（Franklin Jovani Martínez）、馬科斯·G·培瑞茲（Marcos G. Pérez (Sharo Towers)）、荷西·卡洛斯·賈西亞（Jose Carlos Garcia (IAMCHINO)）、安迪·鮑薩（Andy Bauza (White Star)）、阿克塞爾·拉斐爾·奎薩達·富爾亨西奧（Axel Rafael Quezada Fulgencio (Ghetto)）、凯瑞尔·奎罗兹（keriel quiroz (K4G)）以及維克托·阿隆索·卡德納斯（Víctor Alonso Cárdenas）共同創作歌曲。
這是首瓜拉恰Electronica風格的派對狂歡歌曲，其靈感來自為多明尼加歌手Axel Rulay製作的歌曲，由於其活潑風格受到大眾青睞，讓他更想嘗試這類風格。歌曲被要求聽起來像體育場國歌，歌曲有著歡快奏的俱樂部氣氛以及強大的能量，對應爭議卻又符合內容的名稱「快樂丸（Pepas）」。費魯可接受《告示牌》採訪時表示：「我很喜歡它的雷鬼節拍和氛圍，對我而言是種全新的體驗」。
單曲於2021年6月24日通過拉丁索尼音樂發行，為推廣歌曲，團隊找來大衛·庫塔、提雅斯多、史蒂夫·青木、羅賓·舒爾茨和班尼·班納西等人製作混音歌曲。由執導的音樂錄影帶於2021年8月6日在《告示牌》獨家公開，影片中充斥著煙火、舞者還有穿著發光服飾的人，大家都在貨櫃盡情狂歡。

## 專業評價
稱其無疑是首夏日國歌，費魯可帶領聽眾來到疫情前的時光，一起感受最純粹的喜悅。快樂丸入選《告示牌》「2021年度40首最佳舞曲」，編輯盧卡斯·維拉（Lucas Villa）稱歌曲融合哥倫比亞Electronica、拉丁部落浩室突破了音樂界線，而費魯可的歌聲更是讓它變成全世界的頌歌。

## 商業成績
本作是費魯可最有名、成功的歌曲。它在美國《告示牌》Billboard Hot 100上排名第25名，奪得Hot Dance/Electronic Songs、Hot Latin Songs、Latin Airplay三榜冠軍，並以等價銷售超過312萬張獲得美國唱片業協會52拉丁白金唱片認證。
快樂丸成功奪得薩爾瓦多（拉美監控）、宏都拉斯（拉美監控）、匈牙利（四十大電台榜）、荷蘭（百大單曲榜）、尼加拉瓜（拉美監控）、葡萄牙（葡萄牙唱片業協會）、羅馬尼亞（罗马尼亚录音制品制作人联盟）、西班牙（西班牙音樂製作協會）和瑞士（瑞士热门音乐榜）排行榜冠軍。

## 參與名單
來源：Qobuz
- 胡安·曼努埃爾·戈麥斯（Juan Manuel Gómez） – 詞曲創作
- 麥可·富勒（Michael Fuller） – 母帶工程
- 亞歷克斯·阿吉拉爾（Alex Aguilar） – 其他生產
- 卡洛斯·埃夫倫·雷耶斯·羅薩多 – 主藝人、聯合演出、詞曲創作
- 富蘭克林·喬凡尼·馬丁內斯（Franklin Jovani Martínez） – 詞曲創作、執行製作、A&R總監
- 馬科斯·G·培瑞茲（Marcos G. Pérez (Sharo Towers)） – 詞曲創作、製作人、執行製作、混音工程
- 荷西·卡洛斯·賈西亞（Jose Carlos Garcia (IAMCHINO)） – 詞曲創作、製作人
- 安迪·鮑薩（Andy Bauza (White Star)） – 詞曲創作、錄音工程
- 阿克塞爾·拉斐爾·奎薩達·富爾亨西奧（Axel Rafael Quezada Fulgencio (Ghetto)） – 詞曲創作、製作人
- 凯瑞尔·奎罗兹（keriel quiroz (K4G)） – 詞曲創作、製作人
- 梅拉·德爾瓦爾（Mayra del Valle） – A&R協調員
- 米舍利娜·梅迪納（Micheline Medina） – 其他生產
- 伊玆·德赫蘇斯（Izzy De Jesús） – A&R總監
- 維克托·阿隆索·卡德納斯（Víctor Alonso Cárdenas） – 詞曲創作、製作人

## 榜單表現
| 排行榜（2021－22年）                         | 排名 |
| -------------------------------------------- | ---- |
| 阿根廷（Argentina Hot 100）                  | 3    |
| 奧地利（Ö3四十強單曲榜）                     | 9    |
| 比利时佛兰德（Ultratop單曲榜）               | 2    |
| 比利時瓦隆（Ultratop單曲榜）                 | 3    |
| 玻利維亞（《告示牌》Bolivia Songs）          | 20   |
| 玻利維亞（拉美監控）                         | 3    |
| 加拿大（Canadian Hot 100）                   | 23   |
| 加拿大（《告示牌》AC）                       | 24   |
| 加拿大（《告示牌》CHR/Top 40）               | 32   |
| 加拿大（《告示牌》Hot AC）                   | 50   |
| 智利（拉美監控）                             | 7    |
| 哥倫比亞（拉美監控）                         | 8    |
| 哥倫比亞（國家報告）                         | 2    |
| 哥倫比亞（Promúsica）                        | 2    |
| 哥斯大黎加（拉美監控）                       | 4    |
| 克羅埃西亞（《告示牌》Croatia Songs）        | 21   |
| 捷克（電台百大單曲榜）                       | 34   |
| 捷克（百強數位單曲榜）                       | 19   |
| 丹麥（Hitlisten）                            | 12   |
| 多明尼加（SodinPro）                         | 2    |
| 多明尼加（拉美監控）                         | 4    |
| 厄瓜多（拉美監控）                           | 2    |
| 萨尔瓦多（拉美監控）                         | 1    |
| 法國（法國唱片出版業公會單曲榜）             | 3    |
| 德國（德國官方單曲榜）                       | 11   |
| 全球（Billboard Global 200）                 | 7    |
| 希臘（國際唱片業協會希臘分會國際單曲榜）     | 8    |
| 瓜地馬拉（拉美監控）                         | 5    |
| 宏都拉斯（拉美監控）                         | 1    |
| 匈牙利（四十強舞曲榜）                       | 1    |
| 匈牙利（四十強電台榜）                       | 1    |
| 匈牙利（四十強單曲榜）                       | 4    |
| 匈牙利（四十強串流榜）                       | 5    |
| 冰島（Plötutíðindi）                         | 4    |
| 愛爾蘭（愛爾蘭唱片音樂協會单曲榜）           | 80   |
| 意大利（意大利音乐产业联盟）                 | 5    |
| 立陶宛（AGATA）                              | 20   |
| 墨西哥（墨西哥音像製品協會串流榜）           | 2    |
| 墨西哥（《告示牌》Mexico Airplay）           | 28   |
| 荷蘭（荷蘭四十強單曲榜）                     | 2    |
| 荷蘭（百大單曲榜）                           | 1    |
| 尼加拉瓜（拉美監控）                         | 1    |
| 挪威（VG-lista單曲榜）                       | 17   |
| 巴拿馬（拉美監控）                           | 7    |
| 巴拉圭（拉美監控）                           | 3    |
| 祕魯（拉美監控）                             | 2    |
| 波蘭（波蘭百強電台榜）                       | 28   |
| 葡萄牙（葡萄牙唱片業協會）                   | 1    |
| 羅馬尼亞（罗马尼亚录音制品制作人联盟）       | 1    |
| 俄羅斯（Tophit電台榜）                       | 25   |
| 斯洛伐克（電台百大單曲榜）                   | 7    |
| 斯洛伐克（百強數位單曲榜）                   | 6    |
| 西班牙（西班牙音樂製作協會）                 | 1    |
| 瑞典（瑞典最熱榜）                           | 20   |
| 瑞士（瑞士热门音乐榜）                       | 1    |
| 烏拉圭（拉美監控）                           | 9    |
| 美國（Billboard Hot 100）                    | 25   |
| 美國（《告示牌》Hot Dance/Electronic Songs） | 1    |
| 美國（《告示牌》Hot Latin Songs）            | 1    |
| 美國（《告示牌》Latin Airplay）              | 1    |
| 美國（《告示牌》Pop Airplay）                | 34   |
| 美國（《告示牌》Rhythmic Airplay）           | 14   |
| 委內瑞拉（拉美監控）                         | 8    |

| 排行榜（2021－22年）             | 排名 |
| -------------------------------- | ---- |
| 巴拉圭（巴拉圭唱片公司管理協會） | 1    |
| 俄羅斯（Tophit電台榜）           | 38   |

| 榜單（2021年）                               | 排名 |
| -------------------------------------------- | ---- |
| 奧地利（Ö3四十強單曲榜）                     | 75   |
| 比利时佛兰德（Ultratop單曲榜）               | 43   |
| 比利時瓦隆（Ultratop單曲榜）                 | 29   |
| 智利（拉美監控）                             | 23   |
| 法國（法國唱片出版業公會）                   | 32   |
| 德國（德國官方單曲榜）                       | 71   |
| 全球（Billboard Global 200）                 | 70   |
| 匈牙利（四十強舞曲榜）                       | 55   |
| 匈牙利（四十強單曲榜）                       | 88   |
| 匈牙利（四十強串流榜）                       | 94   |
| 意大利（意大利音乐产业联盟）                 | 49   |
| 荷蘭（荷蘭四十強單曲榜）                     | 15   |
| 荷蘭（百大單曲榜）                           | 5    |
| 葡萄牙（葡萄牙唱片業協會）                   | 9    |
| 西班牙（西班牙音樂製作協會）                 | 5    |
| 瑞士（瑞士熱門音樂榜）                       | 27   |
| 烏拉圭（拉美監控）                           | 90   |
| 美國（《告示牌》Hot Dance/Electronic Songs） | 5    |
| 美國（《告示牌》Hot Latin Songs）            | 7    |
| 委內瑞拉（拉美監控）                         | 70   |
| 排行榜（2022年）                             | 排名 |
| 奧地利（Ö3四十強單曲榜）                     | 8    |
| 比利时佛兰德（Ultratop單曲榜）               | 30   |
| 比利時瓦隆（Ultratop單曲榜）                 | 24   |
| 加拿大（Canadian Hot 100）                   | 22   |
| 智利（拉美監控）                             | 24   |
| 丹麥（Tracklisten）                          | 40   |
| 法國（法國唱片出版業公會）                   | 26   |
| 德國（德國官方單曲榜）                       | 11   |
| 全球（Billboard Global 200）                 | 15   |
| 匈牙利（四十強電台榜）                       | 10   |
| 匈牙利（四十強單曲榜）                       | 16   |
| 匈牙利（四十強串流榜）                       | 18   |
| 意大利（意大利音乐产业联盟）                 | 53   |
| 立陶宛（AGATA）                              | 65   |
| 荷蘭（百大單曲榜）                           | 24   |
| 西班牙（西班牙音樂製作協會）                 | 36   |
| 瑞典（瑞典最熱榜）                           | 32   |
| 瑞士（瑞士熱門音樂榜）                       | 3    |
| 烏拉圭（拉美監控）                           | 86   |
| 美國（《告示牌》Hot Dance/Electronic Songs） | 3    |
| 美國（《告示牌》Hot Latin Songs）            | 9    |
| 委內瑞拉（拉美監控）                         | 91   |

## 銷量認證
| 國家或地區                                               | 認證             | 認證單位/銷量 |
| -------------------------------------------------------- | ---------------- | ------------- |
| 奧地利（國際唱片業協會奧地利分會）                       | 3× 白金          | 90,000‡       |
| 比利時（比利時娛樂協會）                                 | 白金             | 40,000‡       |
| 巴西（巴西唱片業協會）                                   | 2× 白金          | 80,000‡       |
| 加拿大（加拿大音樂協會）                                 | 2× 白金          | 160,000‡      |
| 中美洲（中美洲唱片認證）                                 | 3× 白金          | 21,000,000†   |
| 丹麥（國際唱片業協會丹麥分會）                           | 白金             | 90,000‡       |
| 法國（法國唱片出版業公會）                               | 鑽石             | 333,333‡      |
| 德國（聯邦音樂產業協會）                                 | 3× 金            | 600,000‡      |
| 希臘（國際唱片業協會希臘分會）                           | 白金             | 2,000,000†    |
| 義大利（義大利音樂產業聯盟）                             | 3× 白金          | 300,000‡      |
| 墨西哥（墨西哥音像製品協會）                             | 鑽石+金          | 560,000‡      |
| 波蘭（波蘭音像製造商協會）                               | 2× 白金          | 100,000‡      |
| 葡萄牙（葡萄牙唱片業協會）                               | 5× 白金          | 50,000‡       |
| 西班牙（西班牙音樂製作協會）                             | 6× 白金          | 360,000‡      |
| 瑞典（瑞典唱片業協會）                                   | 白金             | 8,000,000†    |
| 瑞士（國際唱片業協會瑞士分會）                           | 7× 白金          | 140,000‡      |
| 英國（英国唱片业协会）                                   | 銀               | 200,000‡      |
| 美國（美國唱片業協會）                                   | 52× 白金（拉丁） | 3,120,000‡    |
| - ‡僅含認證的串流媒體+實際銷量 - †僅含認證的串流媒體銷量 |                  |               |